# 実験商法
実験商法（じっけんしょうほう）とは、簡単な実験を行い、その実験結果を元に商品の購入を勧めることをいう。実験やその説明に問題があることが多い。
この商法は、訪問販売のため、特定商取引法に基いてクーリングオフできる場合がある。
また、実験商法の中には、水道局などを騙るといった騙り商法や、水質検査であると説明するような点検商法といえるものもある。

## 実験の例
- 水道水に試薬を入れ発色を確認し、「有害物質が検出された。」などと不安を煽る説明をする。次に浄水器を取り付け、浄水器の水に試薬を入れ発色しないことを示し、「浄水器で有害物質が除去された。」などと言い、浄水器の購入を勧める。

実際は、試薬は塩素で発色するもので、浄水器で塩素が除去されたということを示しているに過ぎない。
- 水道水にアルミニウムと鉄の電極を入れて通電すると水が変色してくる。ここで「有害物質が検出された。」などと不安を煽る説明をする。次に浄水器を取り付け、同様の実験を行っても水の色の変化のないことを示し、「浄水器で有害物質が除去された。」などと強調し、浄水器の購入を勧める。

この実験は、
- 水道水はカルシウムやマグネシウムなどの不純物があるので通電し、通電で鉄が溶け出して水が変色してくる。浄水器(逆浸透膜式という種類のもの)を通した水は、不純物が少なく極めて通電しにくいので水の色は変化しない、というものである。
- 浄水器で不純物が取れたといえるが、それが有害物質であることにはならない（有害物質も取れてはいるが）。

また、水の通電性はカルシウムやマグネシウムなどのミネラルの影響が大きい。通電性の減少によって水の色が変化しなくなったことを示し、そのことをもって「浄水器で有害物質が除去された。」と強調するのは問題がある。